# Distoleon voeltzkowi
Distoleon voeltzkowi is een insect uit de familie van de mierenleeuwen (Myrmeleontidae), die tot de orde netvleugeligen (Neuroptera) behoort. 
Distoleon voeltzkowi is voor het eerst wetenschappelijk beschreven door van der Weele in 1909.